# Jean-Georges de Saxe
Le prince Jean-Georges de Saxe (en allemand, Johann Georg Pius Karl Leopold Maria Januarius Anacletus Prinz von Sachsen), né le 10 juillet 1869 à Dresde, et mort le 24 novembre 1938 à Altshausen, second fils et sixième des huit enfants du roi Georges Ier de Saxe et de Marie-Anne de Portugal, est un membre de la Maison de Wettin.
Expert en art et grand collectionneur, il meurt alors qu'il était en visite au château d'Altshausen. Il est enterré dans la nouvelle crypte de la cathédrale de la Sainte-Trinité de Dresde. Une croix a été posée en sa mémoire à l'ancien cimetière catholique de Dresde.

## Famille

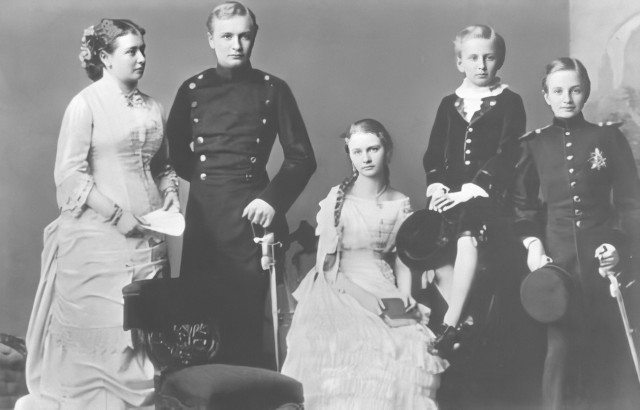
Le prince Jean-Georges parmi sa fratrie (à l'extrême droite) (vers 1880)

Le prince Jean-Georges passe son enfance à Dresde et reçoit une éducation catholique stricte, comme ses frères et sœurs.
Il épouse dans le palais du prince héritier (de) à Stuttgart le 5 avril 1894 la princesse Marie-Isabelle de Wurtemberg (1871-1904), fille du duc Philippe de Wurtemberg et de la duchesse, née archiduchesse Marie-Thérèse d'Autriche (1845-1927).
Devenu veuf, Jean-Georges épouse en secondes noces à Cannes le 30 octobre 1906, la princesse Marie-Immaculée de Bourbon-Siciles (1874-1947) . Les deux unions sont demeurées sans enfants.

## Biographie
Le prince reçoit une éducation stricte à demeure, puis reçoit une éducation militaire. Il passe son baccalauréat (Abitur) en 1888. Il étudie pendant l'année universitaire 1889-1890 le droit et l'administration à Fribourg-en-Brisgau avec son frère cadet Maximilien, puis il est étudiant à Leipzig en histoire et histoire de l'art. Il entre ensuite dans la carrière militaire qui s'achève en 1907 avec le grade de général d'infanterie. Le prince est fait docteur honoris causa de l'université de Leipzig en 1909.
Le prince demeure à partir de 1902 au château de Weesenstein (de) à 30 km environ de Dresde. Il le vend à la fin de l'année 1918, après l'abdication de son frère le roi Frédéric-Auguste III. Il déménage alors à Fribourg-en-Brisgau, où il demeure jusqu'à la fin de sa vie. Il écrit une biographie de son oncle le roi Albert, et publie différentes brochures d'histoire de l'art.
Le prince est passionné de voyages, au cours desquels il acquiert des pièces pour ses collections. Il voyage à de nombreuses reprises en Russie, en Asie Mineure et en Méditerranée et s'intéresse particulièrement à l'art chrétien et à l'art de l'Église primitive.
Il collectionne aussi des objets d'art égyptien, des ouchebtis, des momies, des terres-cuites, des vases noirs et rouges de la Grèce antique, des reliefs funéraires de Palmyre, des tissus anciens coptes, des verres antiques, etc. Il est aussi passionné d'art byzantin, d'ampoules de Ménas, de toutes sortes de croix orthodoxes et d'icônes. Il possède aussi une énorme collection d'archives photographiques d'objets d'art, issue de ses voyages.
L'État de Rhénanie-Palatinat a acquis ses collections en 1949-1950 et les a déposées à l'institut d'histoire de l'art de l'université Johannes Gutenberg de Mayence. Elles sont depuis 1981 au musée de l'État de Mayence.

## Carrière militaire
En 1914, le Prince commande un régiment, le 107e régiment d'infanterie.

## Sources
- (de) Cet article est partiellement ou en totalité issu de l’article de Wikipédia en allemand intitulé « Johann Georg von Sachsen (1869–1938) » (voir la liste des auteurs).